# Vauciennes (Marne)
Vauciennes település Franciaországban, Marne megyében. Lakosainak száma 325 fő (2022. január 1.). Vauciennes Damery, Boursault, Épernay és Mardeuil községekkel határos.

## Népesség
A település népessége az elmúlt években az alábbi módon változott:
| Lakosok száma | 297  | 298  | 338  | 309  | 318  | 336  | 332  | 336  | 331  | 325  |
|               | 1968 | 1982 | 1990 | 2006 | 2013 | 2015 | 2017 | 2019 | 2020 | 2022 |